# Acantholimon cupreo-olivascens
Acantholimon cupreo-olivascens är en triftväxtart som beskrevs av Karl Heinz Rechinger och Schiman-czeika. Acantholimon cupreo-olivascens ingår i släktet Acantholimon och familjen triftväxter. Inga underarter finns listade i Catalogue of Life.